# Uniforme de combat
L'uniforme de combat o l'uniforme de camp, és un tipus d'uniforme informal utilitzat pels militars, la policia, els bombers i altres serveis públics uniformats per al treball quotidià de camp i per als deures de combat, a diferència dels uniformes de vestir que s'usen en funcions i desfilades. Consisteix generalment en una jaqueta, uns pantalons i una camisa o samarreta, tots ells de tall més solt i còmode que els uniformes més formals. El disseny pot dependre del regiment o branca de servei, per exemple, l'exèrcit, la marina, la força aèria, els marinis, etc. En les branques de l'exèrcit, les teles tendeixen a venir en camuflatge, patró disruptiu o ben verd, marró o caqui monocrom, amb la finalitat d'aproximar-se al fons i fer que el soldat sigui menys visible en la naturalesa. En els codis de vestimenta occidentals, l'uniforme de camp es considera equivalent a la roba casual civil. Com a tal, l'uniforme de campanya es considera menys formal que l'uniforme de servei, generalment destinat a l'ús de l'oficina o del personal, així com l'uniforme de servei de menjador i l'uniforme de servei complet.
L'Exèrcit Indi Britànic a mitjan segle xix va ser el primer a utilitzar uniformes de cotó monòtons per a la batalla; van ser usats per primera vegada pel Cos de Guies en 1848, on el color del monòton uniforme marró clar va ser anomenat caqui per les tropes índies. La primera tela de camuflatge militar contemporània feta a propòsit i àmpliament difosa va ser per als mitjans de protecció de l'exèrcit italià després de la Primera Guerra Mundial. Alemanya va ser la primera a usar aquest tipus de tela per als uniformes dels seus paracaigudistes, i al final de la guerra, tant la tela alemanya com la italiana més antiga es van usar àmpliament per als uniformes de camuflatge. La majoria de les nacions van desenvolupar uniformes de camuflatge durant la Segona Guerra Mundial, inicialment només per a les unitats d'elit i després gradualment per a totes les forces armades.